# Siren (musikalbum)
Siren är det femte studioalbumet av det brittiska rockbandet Roxy Music, släppt den 24 oktober 1975. Siren var Roxy Musics första steg mot mer dansorienterad musik, även om de avantgarde-influenser som gruppen gjorde sig berömda för fortfarande är närvarande på albumet. Siren blev en kritisk och kommersiell succé.
Låtarna Love Is the Drug och Both Ends Burning från albumet släpptes som singlar. Love Is the Drug blev en hit i flera länder och nådde störst framgång i Storbritannien, där singeln intog andraplatsen på UK Singles Chart. Singeln kom att bli en av Roxy Musics mest kommersiellt framgångsrika någonsin. Love Is the Drug blev också Roxy Musics första amerikanska hit i och med att singeln nådde #30 på Billboard Hot 100. Även Both Ends Burning blev en mindre brittisk listframgång.
På albumomslaget figurerar den amerikanska fotomodellen Jerry Hall som en siren. Fotot är taget på klipporna i närheten av ön South Stack i Wales. Hall mötte Roxy Musics sångare och frontfigur Bryan Ferry under fotosessionen och inledde sedermera ett tvåårigt förhållande med denne. Albumomslaget markerade också starten för Halls internationella karriär som fotomodell. Hon medverkade även i musikvideorna till Ferrys solohits Let's Stick Together och The Price of Love året därpå.
Siren listades 2003 i magasinet Rolling Stones lista The 500 Greatest Albums of All Time. Siren är ett av fyra album av Roxy Music på listan.

## Låtlista
| 1. | Love is the Drug | Bryan Ferry/Andy Mackay | 4:05 |
| 2. | End of the Line  | Ferry                   | 5:14 |
| 3. | Sentimental Fool | Ferry/Mackay            | 6:11 |
| 4. | Whirlwind        | Ferry/Phil Manzanera    | 3:34 |

| 1.           | She Sells              | Ferry/Eddie Jobson | 3:45  |
| 2.           | Could it Happen to Me? | Ferry              | 3:37  |
| 3.           | Both Ends Burning      | Ferry              | 5:12  |
| 4.           | Nightingale            | Ferry/Manzanera    | 4:05  |
| 5.           | Just Another High      | Ferry              | 6:28  |
| Total längd: | Total längd:           | Total längd:       | 42:30 |

## Medverkande
- Bryan Ferry – sång, keyboard
- Andy Mackay – oboe, saxofon
- Paul Thompson – trummor
- Phil Manzanera – gitarr
- Eddie Jobson – stråkar, synthesizer, keyboard
- John Gustafson – elbas

## Listplaceringar
| Lista (1975-1976) | Position            |
| ----------------- | ------------------- |
| Danmark           | 11 (DR "Top 20")    |
| Kanada            | 53 (RPM)            |
| Nederländerna     | 9                   |
| Norge             | 15 (VG-lista)       |
| Nya Zeeland       | 33                  |
| Storbritannien    | 4 (UK Albums Chart) |
| Sverige           | 8 (Topplistan)      |
| USA               | 50 (Billboard 200)  |